# Choices (chanson)
Singles de George Jones
You Don't Seem to Miss Me (avec Patty Loveless)
(1997) The Cold Hard Truth
(1999)
Choices est une chanson country écrite par Mike Curtis et Billy Yates, d'abord enregistrée par Yates pour son album éponyme en 1997 sur le label Almo Sounds. Elle a ensuite été reprise par George Jones, c'est le premier single extrait de son album Cold Hard Truth le 8 mai 1999. Un vidéoclip a aussi été réalisé pour cette version.
La chanson a fait l'objet d'une controverse, quand la Country Music Association a invité George Jones à venir la chanter pour les CMA Awards, mais dans une version courte. Jones refusa et n'assista pas à l'émission. Alan Jackson qui y assistait fut déçu par la décision de l'Association, et à la moitié de sa prestation pendant l'émission, fit un signe à son groupe et joua une partie de la chanson de Jones pour contester la décision.

## Texte et musique
La chanson suit une tablature de guitare country standard D-G-D-Bm-A, puis retour à D.

## Réception

### Réception commerciale
Le single de la version de George Jones a atteint la 30e position du hit-parade country du magazine Billboard.

### Réception critique
George Jones a remporté le Grammy Award du meilleur chanteur country pour cette chanson. 

## Positions dans les hits-parades
| Classement (1999)                           | Position |
| ------------------------------------------- | -------- |
| U.S. Billboard Hot Country Singles & Tracks | 30       |
| Canadian RPM Country Tracks                 | 30       |